# 达马特·哈利勒帕夏
達馬特·哈利勒帕夏（土耳其語：Damat Halil Pasha；？—1629年），亞美尼亞人出身的奧斯曼帝國政治家。
他曾在1616年-1619年和1626年-1628年兩次出任大維齊爾 ，他曾任職於奧斯曼海軍，並參加在1614年突襲馬爾他榟橔的戰役。